# Ironton (Minnesota)
Pour les articles homonymes, voir Ironton.
Ironton est une ville américaine située dans le Comté de Crow Wing, dans le Minnesota. Selon le recensement de 2010, sa population est de 572 habitants.